# Paractora angustata
Paractora angustata är en tvåvingeart som beskrevs av Malloch 1933. Paractora angustata ingår i släktet Paractora och familjen Helcomyzidae. Inga underarter finns listade i Catalogue of Life.